# Remniku
Koordinaten: 59° 1′ N, 27° 33′ O
Remniku ist ein Dorf (estnisch küla) in der Landgemeinde Alutaguse (bis 2017 Alajõe). Es liegt im Kreis Ida-Viru (Ost-Wierland) im Nordosten Estlands.

## Beschreibung und Geschichte
Das Dorf hat 59 Einwohner (Stand 2000). Es liegt direkt am Nordufer des Peipussees (Peipsi järv), acht Kilometer von der Stadt Jõhvi entfernt. In der Nähe des Dorfes fließt der Bach Remniku oja in den Peipussee.
Remniku wurde erstmals 1583 erwähnt. 1732 lebten in dem Ort nur noch vier Familien. 150 Jahre später war die Einwohnerzahl auf elf Familien gestiegen.
Von 1990 bis 1994 befand sich in Remniku eine Ausbildungsstätte des estnischen Grenzschutzes (Eesti Piirivalve). Heute ist der Ort vor allem für sein Freizeitzentrum und seine Badestrände am Seeufer bekannt.